# Honduras a 2011-es úszó-világbajnokságon
Honduras a 2011-es úszó-világbajnokságon négy úszóval vett részt.

## Úszás
Férfi
| Versenyző        | Esemény                         | Selejtező | Selejtező | Elődöntő          | Elődöntő          | Döntő             | Döntő             |
| Versenyző        | Esemény                         | Idő       | Helyezés  | Idő               | Helyezés          | Idő               | Helyezés          |
| ---------------- | ------------------------------- | --------- | --------- | ----------------- | ----------------- | ----------------- | ----------------- |
| Allan Gutierrez  | Férfi 200 méteres gyorsúszás    | 1:56.74   | 50        | Nem jutott tovább | Nem jutott tovább | Nem jutott tovább | Nem jutott tovább |
| Allan Gutierrez  | Férfi 400 méteres gyorsúszás    | 4:06.56   | 39        |                   |                   | Nem jutott tovább | Nem jutott tovább |
| Javier Hernandez | Férfi 50 méteres pillangóúszás  | 26.05     | 38        | Nem jutott tovább | Nem jutott tovább | Nem jutott tovább | Nem jutott tovább |
| Javier Hernandez | Férfi 100 méteres pillangóúszás | 57.40     | 53        | Nem jutott tovább | Nem jutott tovább | Nem jutott tovább | Nem jutott tovább |

Női
| Versenyző             | Esemény                     | Selejtező | Selejtező | Elődöntő          | Elődöntő          | Döntő             | Döntő             |
| Versenyző             | Esemény                     | Idő       | Helyezés  | Idő               | Helyezés          | Idő               | Helyezés          |
| --------------------- | --------------------------- | --------- | --------- | ----------------- | ----------------- | ----------------- | ----------------- |
| Karen Vilorio         | Női 100 méteres hátúszás    | 1:07.15   | 48        | Nem jutott tovább | Nem jutott tovább | Nem jutott tovább | Nem jutott tovább |
| Karen Vilorio         | Női 200 méteres hátúszás    | 2:24.43   | 37        | Nem jutott tovább | Nem jutott tovább | Nem jutott tovább | Nem jutott tovább |
| Ana Maria Castellanos | Női 200 méteres mellúszás   | 2:45.63   | 35        | Nem jutott tovább | Nem jutott tovább | Nem jutott tovább | Nem jutott tovább |
| Ana Maria Castellanos | Női 400 méteres vegyesúszás | 5:16.41   | 34        |                   |                   | Nem jutott tovább | Nem jutott tovább |